# Thyreodon erythrocera
Thyreodon erythrocera là một loài tò vò trong họ Ichneumonidae.